# Jahanara Imam
Jahanara Imam (bengali জাহানারা ইমাম) (Murshidabad, 3 de maio de 1929 – Detroit, 26 de junho de 1994) foi uma escritora e ativista política bengali, conhecida por seus esforços em levar a julgamento pessoas acusadas de crimes de guerra durante a Guerra de Independência de Bangladesh. Chegou a ser chamada popularmente de "Shaheed Janani" (mãe dos mártires).

## Biografia
Jahanara nasceu em 1929, na cidade de Murshidabad, em Bengala Ocidental, na então Índia Britânica. Era a filha mais velha entre três irmãos e quatro irmãs. Seu pai era Syed Abdul Ali, funcionário público do estado de Bengala e sua mãe era Hamida Ali. Por conta do trabalho do pai, a família morou em diversos lugares de Bengala. Numa época em que havia muita pressão da sociedade muçulmana para que mulheres não estudassem, Hamida apoiou as filhas a buscar estudo o quanto quisessem.
Assim que terminou seus estudos no Carmichael College, em Rangpur, em 1945, Jahanara ingressou no Lady Brabourne College, da Universidade de Calcutá e em 1947 obteve um diploma de bacharelado. Já desde seus tempos na universidade, Jahanara se envolveu com o ativismo. Depois da Partição da Índia, Jahanara se juntou à família em Mymensingh, que se tornaria parte do leste do Paquistão, onde começou a lecionar em uma escola de ensino médio para moças.
Em 1948, casou-se com Shariful Alam Imam Ahmed, engenheiro civil que ela conheceu enquanto ainda estudava no Carmichael College. O casal então se estabeleceu em Dhaka e ela ingressou na Siddheswari Girls School como diretora. Jahanara teve papel central na transformação da escola em uma das melhores do país.
Jahanara foi a primeira editora de uma revista feminina mensal chamada "Khawateen". Ela começou a ser publicada em 1952 e permaneceu em publicação por vários anos, com muito sucesso de público. Em 1960, Jahanara deixou seu trabalho como diretora escolar para se concentrar na criação de seus dois filhos, Rumi e Jami, nascido em 1952 e 1954, respectivamente.
Neste meio tempo, Jahanara conseguiu terminar um mestrado em língua bengali e literatura, além de um bacharelado em educação pela Universidade de Daca em 1962 e 1963. De 1970 em diante, ela também lecionou por meio período no Instituto de Línguas Modernas da mesma universidade.

## Guerra de Independência de Bangladesh
Em 1971, depois da eclosão da guerra com o Paquistão em 25 de março, a Guerra de Independência de Bangladesh eclodiu. Muitos se juntaram à ao movimento de resistência, o Mukti Bahini, inclusive o marido, e o filho de Jahanara, Rumi. Durante a guerra, ela manteve um diário onde falava de seus sentimentos a respeito da luta e do custo da guera. Este depois se tornaria um dos mais importantes livros sobre a guerra em Bangladesh.
Rumi acabou capturado pelo exército paquistanês e nunca mais foi visto. Jahanara e o filho mais novo, junto de outros membros da família, foram presos, torturados e interrogados. Seu marido nunca mais foi o mesmo após as seções de tortura e morreu três dias antes da libertação do país, em 16 de dezembro de 1971.

## Carreira
Após a independência do país, a carreira literária de Jahanara começou. Neste período, ela viajou bastante, percorrendo a Europa, indo para o Canadá e os Estados Unidos. Em 1986, publicou seu diário com as memórias da guerra, Ekatturer Dinguli (Os dias de 1971). Seu diário é muito parecido com o de Anne Frank por conter relatos muito pessoais sobre a guerra. Seu estilo simples de escrever acabou tocando os leitores, principalmente as famílias que perderam parentes nos conflitos.

## Morte
Em 1981, Jahanara foi diagnosticada com câncer na boca e as sucessivas cirurgias lhe deixaram com grande dificuldade de falar. Ela continuou a escrever e a lutar para que os envolvidos na guerra de independência enfrentassem a justiça por crimes contra a humanidade. Ela morreu em 26 de junho de 1994, em Detroit, aos 64 anos. Seu corpo foi sepultado no Cemitério dos Mártires Intelectuais, em Daca.